# JD Vance
James David Vance (rojen James Donald Bowman, bolj znan kot JD Vance), ameriški politik in veteran ameriških marincev; * 2. avgust 1984, Ohio, Združene države Amerike.
Je aktualni, 50. podpredsednik Združenih držav Amerike, izvoljen z Donaldom Trumpom na volitvah predsednika ZDA 2024.

## Mladost in izobrazba
James Donald Bowman se je rodil 2. avgusta 1984 v mestu Middletown v Ohiu. Po diplomi leta 2003 se je kot najstnik pridružil ameriški mornarici in deloval kot vojaški novinar v 2. letalskem krilu marincev. Med štiriletnim služenjem je bil leta 2005 za šest mesecev napoten v Irak, kjer je v času Iraške vojne fotografiral dogajanje in pisal članke. Dosegel je čin desetnika, za služenje pa prejel več odlikovanj.
Med letoma 2007 in 2009 je študiral na Univerzi v Ohiu, kjer je diplomiral iz političnih ved in filozofije. Šolanje je nadaljeval na Pravni fakulteti Univerze Yale in študij zaključil leta 2013 s pridobitvijo naziva doktorja pravnih znanosti.

## Kariera
Po končanem šolanju je Vance nekaj časa delal kot korporacijski pravnik, nato pa kot tvegani kapitalist služboval v tehnološki industriji podjetja Mithril Capital. Leta 2016 je izdal knjigo Hillbilly Elegy, ki je vzbudila veliko pozornosti in bila na seznamu najbolje prodajanih knjig časnika The New York Times. Po knjigi je bil leta 2020 posnet tudi film. Leta 2017 se je Vance pridružil podjetju Revolution LLC, kjer je spodbujal naložbe v manj razvita območja ZDA. Dve leti je bil sodelavec medija CNN, leta 2019 je soustanovil konservativno interesno združenje Rockbridge Network ter investicijsko podjetje Narya Capital, ki vlaga v tehnologijo in konservativne medije. Skupaj z dvema drugima investitorjema je investiral v Rumble, kanadsko platformo za videoposnetke, ki je priljubljena na politični desnici.